# Parisianisme

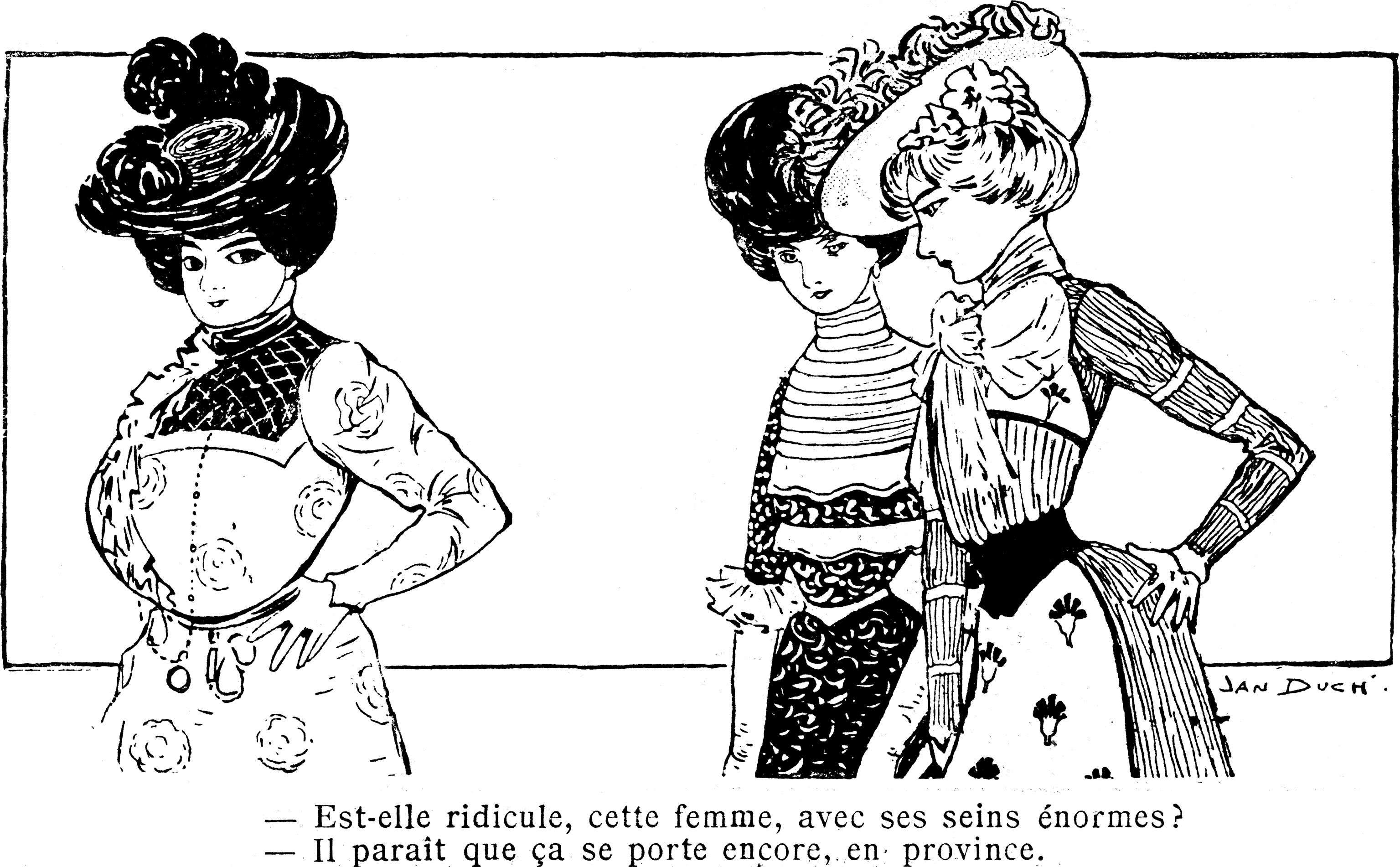
Femme de la Belle Époque bodyshamée pour sa forte poitrine par deux comparses aux petits seins (caricature parisianiste de Jan Duch dans l'hebdomadaire Le Frou-frou en 1900).

Le parisianisme est un terme péjoratif français qui désigne une attitude, perçue comme méprisante, consistant à distinguer systématiquement ce qui se passe à Paris (et par extension, en Île-de-France) de ce qui se passe dans les autres villes et départements français, considéré comme moins important. Cette attitude peut être considérée comme une forme localisée d'ethnocentrisme. Le terme peut être utilisé pour qualifier tant des personnes que des modes de fonctionnement (médiatiques ou culturels par exemple), voire certaines modes intellectuelles.

## Histoire du terme
Le terme « parisianisme » désigne aujourd’hui[Quand ?] un ethnocentrisme parisien dont on trouve de nombreuses traces dans la littérature, au moins dès le XVIIe siècle. Son histoire peut être liée à celle de la construction, en France, d'un État très centralisé, à l'instar de l'histoire des usages littéraires du mot « province ».
Le terme n'a pris que récemment[Quand ?] une connotation péjorative. Initialement, il désigne des traits linguistiques et culturels propres aux Parisiens, et non l'arrogance et la suffisance qui leur sont prêtées.
À la fin du XVIe siècle, il désigne une « façon de parler propre aux Parisiens ». En 1840, sous la plume de Balzac, le « parisiénisme » désigne les « mœurs, habitudes des Parisiens ». Celles-ci deviennent « parisianisme » sous la plume de Théophile Gautier, en 1843.
Cette critique peut aujourd'hui prendre la forme, symétrique, d'un anti-parisianisme dont on trouve là aussi des traces dans la littérature, y compris celle de Balzac.[réf. nécessaire]

## L'opposition lexicale entre Paris et le reste du pays

### Le terme «province»
Le terme « province » est un thème récurrent des débats sur le parisianisme. Il oppose en effet Paris à tout le reste du pays, englobé dans un toponyme unique. Le mot province gommerait donc toute la variété des lieux extérieurs à Paris, avec pour seul critère de ne pas être dans Paris. Il signalerait en outre une hiérarchie implicite ou explicite dans laquelle Paris prévaudrait sur le reste du pays non seulement comme capitale politique, mais dans tous les domaines. La journaliste Anne Rosencher avance que le terme serait moins pertinent à l'heure de la métropolisation : « Avec la métropolisation, la distinction entre Paris et le reste de la France est certes devenue moins pertinente sur un certain nombre de sujets, pour lesquels c’est plutôt la distinction entre grandes villes et France périphérique qui compte ».

### Nouveaux usages: les «régions» ou les «territoires»
Face aux accusation en parisianisme contre l'usage du terme province, ce dernier aurait progressivement disparu de la parole publique au profit des expressions « en régions » ou « dans les territoires ».
Pour autant, ces nouveaux usages ne feraient que recouvrir la même réalité sous une appellation euphémisée propre à une forme de « jargon technocratique », et qui ne permettrait pas de parler frontalement des sujets de fracture spatiale entre Paris et le reste du pays.

## Citations
« Pour moi, je tiens que hors de Paris, il n'y a point de salut pour les honnêtes gens. »

— Mascarille, dans Les Précieuses ridicules (Molière, 1659, sc. IX)

« Inculquerez-vous la poésie aux gens de province pour qui l'opium et le thé, si prodigues de délices, ne sont encore que deux médicaments ? À Paris même, dans cette capitale de la pensée, ne se rencontre-t-il pas des sybarites incomplets ? »

— Balzac, La Peau de chagrin (1831), Bibliothèque de la pléiade, 1981, t. X, p. 196.

« L'atticisme moderne, ce parisiénisme (…), qui consiste à tout effleurer, à être profond sans en avoir l'air. »

— Balzac, Œuvres diverses, t.3, 1841, p.228.